# Międzynarodowy Festiwal Filmowy w Moskwie

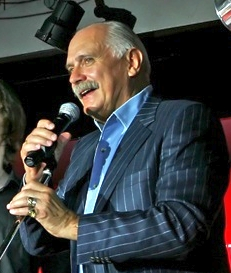
Nikita Michałkow na XXXI MFF w Moskwie

Międzynarodowy Festiwal Filmowy w Moskwie (ros. Московский международный кинофестиваль, ang. Moscow International Film Festival) – festiwal filmowy, odbywający się uprzednio w ZSRR, następnie w Federacji Rosyjskiej, mający akredytację Międzynarodowej Federacji Stowarzyszeń Producentów Filmowych (FIAPF). Festiwal odbywa się w końcu czerwca i trwa dziesięć dni. Jest drugim najstarszym przeglądem filmów świata (po Międzynarodowym Festiwalu Weneckim). Po raz pierwszy odbył się w 1935 z poparciem Stalina. Pierwszy Festiwal Moskiewski otwierał film Czapajew. W latach następnych nie odbywał się. Wznowiony w 1959, zaczął być przeprowadzany co dwa lata, a począwszy od 1997 – corocznie (w 1998, z powodu problemów finansowych, festiwal nie odbył się). Główną nagrodą festiwalu jest (ustanowiona w 1989) statuetka „Złoty Święty Jerzy”. Od 1972 zaliczany przez FIAPF do festiwali klasy „A”. Prezydentem przeglądu jest Nikita Michałkow, który piastuje swoją funkcję od 1999 roku.

## Złoty Święty Jerzy (od 2004 Złoty Jerzy)
| Rok  | Tytuł polski                                            | Tytuł oryginalny                                                               | Reżyseria                      | Kraj pochodzenia  |
| ---- | ------------------------------------------------------- | ------------------------------------------------------------------------------ | ------------------------------ | ----------------- |
| 2024 | Wstyd                                                   | Vergüenza                                                                      | Miguel Salgado                 | Meksyk            |
| 2023 | Trzej bracia                                            | Тres hermanos                                                                  | Francisco Joaquín Paparella    | Argentyna         |
| 2022 | Bez umówienia się                                       | بدون قرار قبلی / Bedoone Gharare Ghabli                                        | Behrouz Shoaybi                | Iran              |
| 2021 | Dogpoopgirl                                             | #dogpoopgirl                                                                   | Andrei Huţuleac                | Rumunia           |
| 2020 | Dziennik blokady                                        | Блокадный дневник / Błokadnyj dniewnik                                         | Andriej Zajcew                 | Rosja             |
| 2019 | Sekret lidera                                           | Тренинг личностного роста / Triening licznostnogo rosta                        | Farchat Szaripow               | Kazachstan        |
| 2018 | Car-ptak                                                | Тойон кыыл / Tojon kyył                                                        | Eduard Nowikow                 | Rosja             |
| 2017 | Ibis czubaty                                            | 塬上 / Yuan shang                                                              | Qiao Liang                     | Chiny             |
| 2016 | Córka                                                   | دختر / Dokhtar                                                                 | Reza Mirkarimi                 | Iran              |
| 2015 | Przegrani                                               | Каръци / Karatsi                                                               | Iwajło Hristow                 | Bułgaria          |
| 2014 | Mój mężczyzna                                           | 私の男 / Watashi no otoko                                                      | Kazuyoshi Kumakiri             | Japonia           |
| 2013 | Znój                                                    | Zerre                                                                          | Erdem Tepegoz                  | Turcja            |
| 2012 | Junkhearts                                              | Junkhearts                                                                     | Tinge Krishnan                 | Wielka Brytania   |
| 2011 | Fale                                                    | Las olas                                                                       | Alberto Morais                 | Hiszpania         |
| 2010 | Brat                                                    | Hermano                                                                        | Marcel Rasquin                 | Wenezuela         |
| 2009 | Pietia w drodze do królestwa niebieskiego               | Петя по дороге в царствие небесное / Pietia po dorogie w carstwije niebiesnoje | Nikołaj Dostal                 | Rosja             |
| 2008 | Po prostu tak                                           | به همین سادگی / Be hamin sadegi                                                | Reza Mirkarimi                 | Iran              |
| 2007 | Podróż ze zwierzętami domowymi                          | Путешествие с домашними животными / Putieszestwije s domasznimi żywotnymi      | Wiera Storożewa                | Rosja             |
| 2006 | O Sarze                                                 | Om Sara                                                                        | Оthman Karim                   | Szwecja           |
| 2005 | Kosmos jak przeczucie                                   | Космос как предчувствие / Kosmos kak priedczuwstwije                           | Aleksiej Uczitiel              | Rosja             |
| 2004 | Nasi                                                    | Свои / Swoi                                                                    | Dmitrij Mieschijew             | Rosja             |
| 2003 | Cudowne światło                                         | La luz prodigiosa                                                              | Miguel Hermoso                 | Hiszpania         |
| 2002 | Zmartwychwstanie                                        | Resurrezione                                                                   | Paolo i Vittorio Taviani       | Włochy            |
| 2001 | Fanatyk                                                 | The Believer                                                                   | Henry Bean                     | Stany Zjednoczone |
| 2000 | Życie jako śmiertelna choroba przenoszona drogą płciową | Życie jako śmiertelna choroba przenoszona drogą płciową                        | Krzysztof Zanussi              | Polska            |
| 1999 | Witalność                                               | 生きたい / Ikitai                                                              | Kaneto Shindō                  | Japonia           |
| 1997 | Pokój Marvina                                           | Marvin's Room                                                                  | Jerry Zaks                     | Stany Zjednoczone |
| 1995 | Nagrody głównej nie przyznano.                          | Nagrody głównej nie przyznano.                                                 | Nagrody głównej nie przyznano. |                   |
| 1993 | Mam na imię Iwan, a ty Abraham                          | Moi Ivan, toi Abraham                                                          | Yolande Zauberman              | Francja           |
| 1991 | Łaciaty pies, biegnący skrajem morza                    | Пегий пес, бегущий краем моря / Piegij pjos bieguszczij krajem moria           | Karen Geworkian                | ZSRR              |
| 1989 | Złodzieje mydła                                         | Ladri di saponette                                                             | Maurizio Nichetti              | Włochy            |